# Ryuji Hirota
Ryuji Hirota (født 16. juli 1993) er en japansk fodboldspiller, som spiller for den japanske fodboldklub Renofa Yamaguchi FC.